# Tommy Remengesau
Tommy Remengesau (ur. 28 lutego 1956 w Kororze) – polityk, prezydent Palau od 1 stycznia 2001 do 1 stycznia 2009 oraz ponownie od 17 stycznia 2013 do 21 stycznia 2021. Wiceprezydent w latach 1993–2001.

## Życiorys
Tommy Remengesau ukończył Grand Valley State University w Allende, w stanie Michigan w Stanach Zjednoczonych. Jego ojciec Thomas Remengesau, znany palauski polityk, zajmował w przeszłości dwukrotnie urząd prezydenta.
W 1984, wieku zaledwie 28 lat, Tommy Remengesau dostał się do Kongresu Narodowego, zostając najmłodszym senatorem w historii kraju. 1 stycznia 1993 został wiceprezydentem, którym pozostał do 2001.
W 2000 wziął z powodzeniem udział w wyborach prezydenckich, pokonując rywala Petera Sugiyamę, stosunkiem głosów 52% do 46%. Stanowisko prezydenta objął 1 stycznia 2001. W wyborach prezydenckich 2 listopada 2004 uzyskał reelekcję, zdobywając 66,5% głosów i pokonując Polycarpa Basiliusa.
W swej polityce Remengesau koncentrował się głównie na ograniczaniu wpływów Stanów Zjednoczonych na politykę kraju. Proponował również ograniczenie liczby turystów odwiedzających wyspy.
We wrześniu 2008 zapowiedział ubieganie się o mandat senatora w wyborach powszechnych 4 listopada 2008. W wyborach tych, spośród 43 kandydatów ubiegających się o 13 mandatów w Senacie, zajął 11. miejsce i w rezultacie zdobył fotel senatora.